# 豐田本町站
豐田本町站（日语：／ Toyoda-Hommachi eki */?）是一個位於日本愛知縣名古屋市南區豐1丁目，屬於名古屋鐵道常滑線的鐵路車站。車站編號為TA01。

## 車站構造
可停靠6節編組島式月台1面2線的高架車站，由於設有車站集中管理系統（管理站為神宮前站）成為站員無配置站。只限普通列車停靠。此站由於軌道彎曲，故是常滑線內唯一只設1面島式月台的車站。因此，通過列車除2000系外都要減速至90公里/小時。
| 月台 | 路線   | 方向 | 目的地                       |
| ---- | ------ | ---- | ---------------------------- |
| 1    | 常滑線 | 下行 | 中部國際機場、河和、內海方向 |
| 2    | 常滑線 | 上行 | 金山、名鐵名古屋方向         |

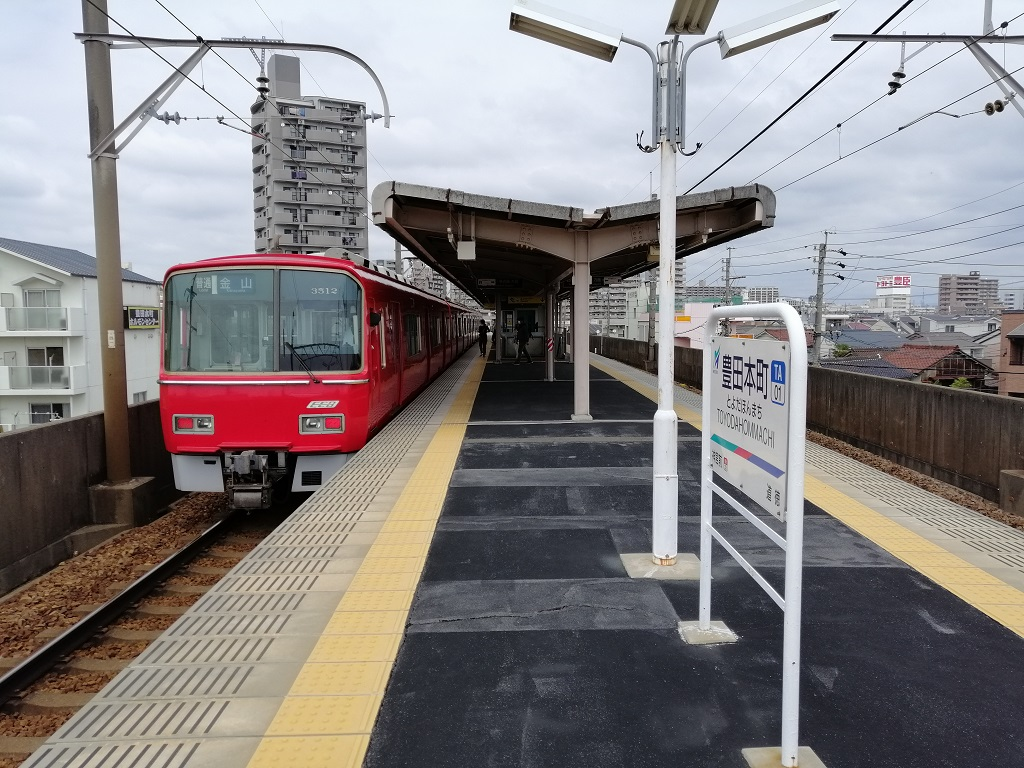
月台
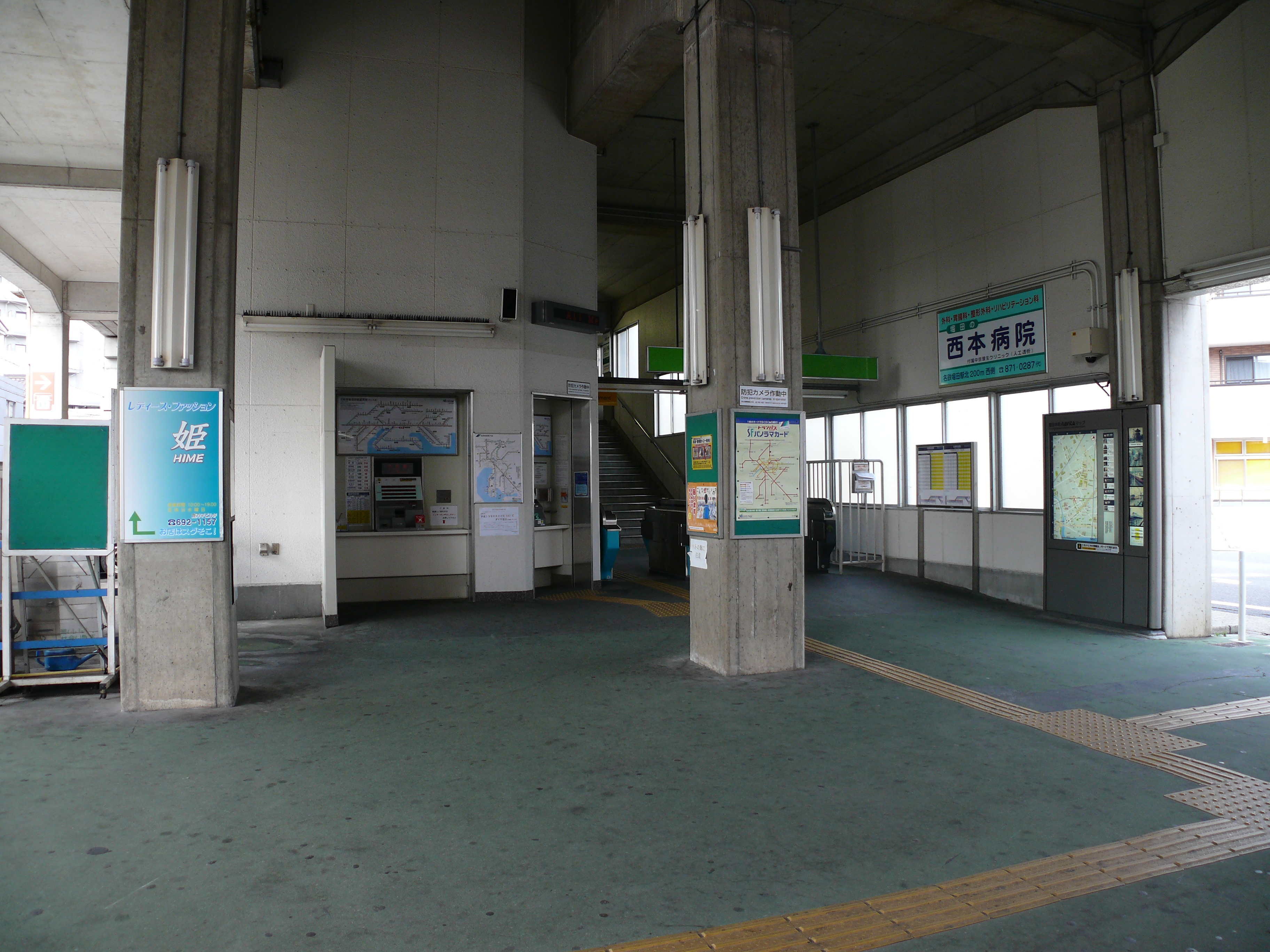
閘口
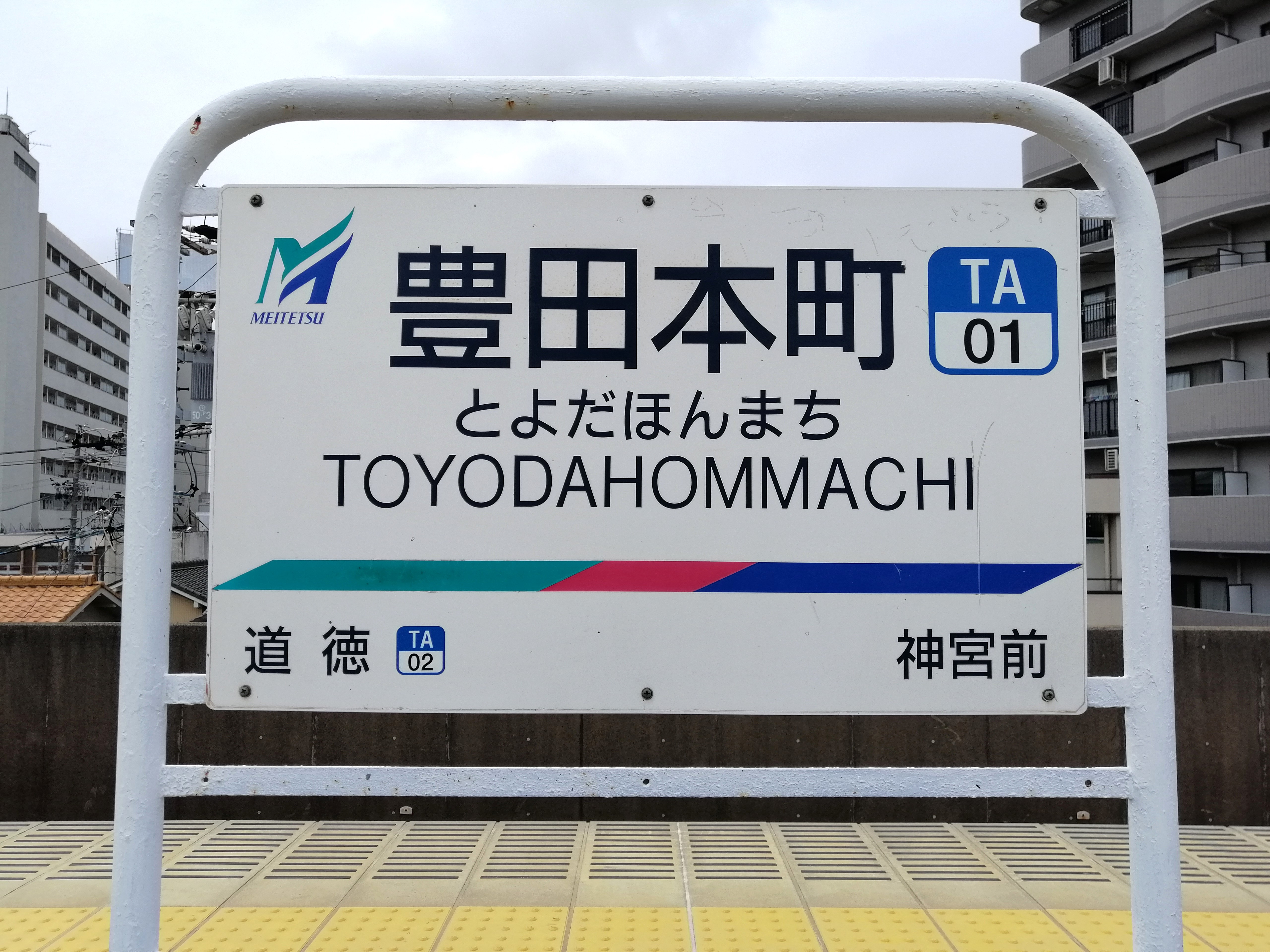
站名牌

### 配線圖
| ← 神宮前、 名古屋方向 | 豐田本町站 構內配線略圖 | → 太田川、 常滑方向 |
| 图例 参考文献：       |                         |                     |

## 相鄰車站
名古屋鐵道
 常滑線
□μ-SKY、□快速特急、■特急、□快速急行、■急行、■準急
通過
■普通
神宮前（NH33）－豐田本町（TA01）－道德（TA02）

## 外部連結
- 豐田本町 - 名古屋鐵道